# Бакалинский район
Бакали́нский райо́н (баш. Баҡалы районы) — административно-территориальная единица (район) и муниципальное образование (муниципальный район) в составе Республики Башкортостан Российской Федерации.
Административный центр — село Бакалы, находящееся в 173 км от Уфы и в 75 км от Туймазов.

## Географическое положение
Находится на западе Башкирии, граничит с Илишевским, на востоке — Чекмагушевским, на юге — Шаранским районами, на западе — с Татарией. Площадь района составляет 1951 км².  
Район расположен на северных отрогах Бугульминско-Белебеевской возвышенности, полого спускающейся на север в сторону долины реки Белой. Климат отличается континентальностью и умеренным увлажнением. Для приподнятой части водоразделов характерны смешанные широколиственные леса, для пониженной части — дубовые, берёзово-дубовые и берёзово-осиновые. Леса занимают 44 % территории района. По территории района протекает река Сюнь, по юго-западной его окраине — река Ик. Распространены серые и тёмно-серые лесные почвы, пятнами встречаются выщелоченные чернозёмы.
Ресурсы недр представлены месторождениями нефти (Мустафинское, Катаевское), кирпичного сырья (Бакалинское, Катаевское, Старокуручевское, Мелькенское) и песчано-гравийных смесей (Карповское, Килеевское).

## История
Район образован 20 августа 1930 года, когда, согласно постановлению президиума ВЦИК, было ликвидировано разделение Башкирской Автономной Республики на кантоны и образовано 48 районов.В 1937 году Указом Верховного Совета РСФСР Новоагбязовский сельсовет из Муслюмовского района Татарской АССР переведен в состав Бакалинского района Башкирской АССР (ЦТИА РБ ф. Р-394. Оп.3, д.916, л.17).

## Население
| 1989    | 2002    | 2008    | 2009    | 2010    | 2012    | 2013    | 2014    | 2015    |
| ------- | ------- | ------- | ------- | ------- | ------- | ------- | ------- | ------- |
| 32 400  | ↘32 327 | ↘31 961 | ↘31 869 | ↘28 776 | ↘28 224 | ↘27 811 | ↘27 609 | ↘27 227 |
| 2016    | 2017    | 2021    |         |         |         |         |         |         |
| ↘26 772 | ↘26 496 | ↘25 682 |         |         |         |         |         |         |

Согласно прогнозу Минэкономразвития России, численность населения будет составлять:
- 2024 — 24,66 тыс. чел.
- 2035 — 20,96 тыс. чел.

### Национальный состав
Согласно Всероссийской переписи населения 2010 года: татары — 53,4 %, русские — 22,3 %, башкиры — 17,3 %, чуваши — 3 %, марийцы — 2,7 %, лица других национальностей — 1,1 %.
По итогам переписи населения 2020 года проживали следующие национальности (национальности менее 0,1 % и другое см. в сноске к строке «Другие»):
| Национальность | Численность, чел. | Доля     |
| -------------- | ----------------- | -------- |
| Татары         | 13 207            | 51,43 %  |
| Русские        | 6076              | 23,66 %  |
| Башкиры        | 4527              | 17,63 %  |
| Марийцы        | 711               | 2,77 %   |
| Чуваши         | 710               | 2,76 %   |
| Мордва         | 92                | 0,36 %   |
| Армяне         | 80                | 0,31 %   |
| Узбеки         | 79                | 0,31 %   |
| Другие         | 200               | 0,78 %   |
| Итого          | 25 682            | 100,00 % |

Карты
|  |  |

### Языковой состав
Согласно Всероссийской переписи населения 2010 года родными языками населения являлись: татарский — 64,3%, русский — 26,3%, башкирский — 3,8%, чувашский — 2,5, марийский — 2,3% .
Согласно Всероссийской переписи населения 2020 года родными языками населения являлись: татарский — 52,8 %, русский — 28,6 %, башкирский — 12,6 %, марийский — 2,4 %, чувашский — 2,4 % .

## Административное деление
В Бакалинский район как административно-территориальную единицу республики входит 17 сельсоветов.
В одноимённый муниципальный район в рамках местного самоуправления входит 17 муниципальных образований со статусом сельского поселения:
| №     | Муниципальное образование   | Административный центр | Количество населённых пунктов | Население (чел.) | Площадь (км²) |
| ----- | --------------------------- | ---------------------- | ----------------------------- | ---------------- | ------------- |
| 1e-06 | Сельское поселение          |                        |                               |                  |               |
| 1     | Ахмановский сельсовет       | село Ахманово          | 2                             | ↘820             |               |
| 2     | Бакалинский сельсовет       | село Бакалы            | 7                             | ↗11 848          |               |
| 3     | Бузюровский сельсовет       | село Бузюрово          | 4                             | ↗666             |               |
| 4     | Дияшевский сельсовет        | село Дияшево           | 9                             | ↘1291            |               |
| 5     | Камышлытамакский сельсовет  | село Камышлытамак      | 3                             | ↘739             |               |
| 6     | Килеевский сельсовет        | село Килеево           | 6                             | ↘1434            |               |
| 7     | Куштиряковский сельсовет    | село Куштиряково       | 4                             | ↘546             |               |
| 8     | Михайловский сельсовет      | село Михайловка        | 8                             | ↘723             |               |
| 9     | Мустафинский сельсовет      | село Мустафино         | 3                             | ↘879             |               |
| 10    | Новокатаевский сельсовет    | село Новокатаево       | 2                             | ↘844             |               |
| 11    | Новоурсаевский сельсовет    | село Новоурсаево       | 7                             | ↘674             |               |
| 12    | Старокостеевский сельсовет  | село Старокостеево     | 5                             | ↗692             |               |
| 13    | Старокуручевский сельсовет  | село Старокуручево     | 11                            | ↘2332            |               |
| 14    | Староматинский сельсовет    | село Старые Маты       | 9                             | ↘1323            |               |
| 15    | Старошарашлинский сельсовет | село Старые Шарашли    | 8                             | ↗587             |               |
| 16    | Тактагуловский сельсовет    | село Тактагулово       | 3                             | ↘448             |               |
| 17    | Урманаевский сельсовет      | село Урманаево         | 5                             | ↘650             |               |

### Населённые пункты
| №  | Населённый пункт     | Тип     | Население | Муниципальное образование   |
| -- | -------------------- | ------- | --------- | --------------------------- |
| 1  | Александровка        | деревня | ↘49       | Бузюровский сельсовет       |
| 2  | Ахманово             | село    | ↘476      | Ахмановский сельсовет       |
| 3  | Ахмерово             | деревня | ↘41       | Старокуручевский сельсовет  |
| 4  | Бакалы               | село    | ↗10 282   | Бакалинский сельсовет       |
| 5  | Балчиклы             | деревня | ↘192      | Старокуручевский сельсовет  |
| 6  | Батрак               | село    | ↘39       | Новоурсаевский сельсовет    |
| 7  | Бугабашево           | село    | ↘185      | Михайловский сельсовет      |
| 8  | Будённовец           | деревня | ↗71       | Михайловский сельсовет      |
| 9  | Бузюрово             | село    | ↘486      | Бузюровский сельсовет       |
| 10 | Верхнетроицкое       | деревня | ↘16       | Старошарашлинский сельсовет |
| 11 | Весёлая Поляна       | деревня | ↘5        | Старокостеевский сельсовет  |
| 12 | Ворсинка             | деревня | ↘14       | Староматинский сельсовет    |
| 13 | Галиуллинка          | деревня | ↘9        | Дияшевский сельсовет        |
| 14 | Георгиевка           | деревня | ↗36       | Старошарашлинский сельсовет |
| 15 | Гурдыбашево          | деревня | ↘105      | Тактагуловский сельсовет    |
| 16 | Деревня пенькозавода | деревня | ↘129      | Дияшевский сельсовет        |
| 17 | Дияшево              | село    | ↘375      | Дияшевский сельсовет        |
| 18 | Дубровка             | деревня | ↘13       | Староматинский сельсовет    |
| 19 | Зириклы              | деревня | ↘51       | Килеевский сельсовет        |
| 20 | Ивановка             | деревня | ↘11       | Новоурсаевский сельсовет    |
| 21 | Казанчи              | село    | ↘327      | Старокостеевский сельсовет  |
| 22 | Камаево              | село    | ↘243      | Старокуручевский сельсовет  |
| 23 | Камаево              | село    | ↘136      | Урманаевский сельсовет      |
| 24 | Камышлытамак         | село    | ↘468      | Камышлытамакский сельсовет  |
| 25 | Кандалакбашево       | деревня | ↘67       | Тактагуловский сельсовет    |
| 26 | Карповка             | село    | ↘38       | Куштиряковский сельсовет    |
| 27 | Килеево              | село    | ↘498      | Килеевский сельсовет        |
| 28 | Килькабызово         | село    | ↘358      | Старокуручевский сельсовет  |
| 29 | Красная Горка        | деревня | ↘28       | Староматинский сельсовет    |
| 30 | Куруч-Каран          | село    | ↘42       | Старокуручевский сельсовет  |
| 31 | Курчеево             | село    | ↘245      | Бузюровский сельсовет       |
| 32 | Куштиряково          | село    | ↘345      | Куштиряковский сельсовет    |
| 33 | Кызыл Буляк          | деревня | ↘12       | Староматинский сельсовет    |
| 34 | Мирзаитово           | деревня | ↘87       | Урманаевский сельсовет      |
| 35 | Михайловка           | село    | ↘162      | Дияшевский сельсовет        |
| 36 | Михайловка           | село    | ↘117      | Михайловский сельсовет      |
| 37 | Мулланурово          | деревня | ↘121      | Староматинский сельсовет    |
| 38 | Мунча-Елга           | деревня | ↘30       | Старокуручевский сельсовет  |
| 39 | Муслюминка           | деревня | ↘0        | Новоурсаевский сельсовет    |
| 40 | Мустафино            | село    | ↘821      | Мустафинский сельсовет      |
| 41 | Нагайбаково          | село    | ↘317      | Новоурсаевский сельсовет    |
| 42 | Нарат-Елга           | село    | →120      | Мустафинский сельсовет      |
| 43 | Нарат-Чукур          | деревня | ↘86       | Дияшевский сельсовет        |
| 44 | Нижнее Новокостеево  | деревня | ↘14       | Михайловский сельсовет      |
| 45 | Николаевка           | село    | ↘15       | Дияшевский сельсовет        |
| 46 | Новоагбязово         | деревня | ↘197      | Старошарашлинский сельсовет |
| 47 | Новоальметьево       | деревня | ↘135      | Килеевский сельсовет        |
| 48 | Новогусево           | деревня | ↘4        | Старокуручевский сельсовет  |
| 49 | Новое Азмеево        | деревня | ↘77       | Дияшевский сельсовет        |
| 50 | Новоиликово          | село    | ↘369      | Килеевский сельсовет        |
| 51 | Новокатаево          | село    | ↘425      | Новокатаевский сельсовет    |
| 52 | Новокостеево         | деревня | ↗2        | Старошарашлинский сельсовет |
| 53 | Новокуручево         | село    | ↘72       | Старокуручевский сельсовет  |
| 54 | Новоостанково        | деревня | ↘12       | Старокуручевский сельсовет  |
| 55 | Новосасыкуль         | деревня | ↘129      | Куштиряковский сельсовет    |
| 56 | Новотроицкое         | деревня | ↗11       | Старошарашлинский сельсовет |
| 57 | Новоурсаево          | село    | ↘418      | Новоурсаевский сельсовет    |
| 58 | Новые Балыклы        | село    | ↗493      | Бакалинский сельсовет       |
| 59 | Новые Маты           | село    | ↘323      | Староматинский сельсовет    |
| 60 | Новые Усы            | деревня | ↗8        | Новоурсаевский сельсовет    |
| 61 | Новые Шарашли        | деревня | ↘36       | Старошарашлинский сельсовет |
| 62 | Новый Тумутук        | село    | ↘190      | Куштиряковский сельсовет    |
| 63 | Новый Шуган          | деревня | ↘124      | Михайловский сельсовет      |
| 64 | Орловка              | деревня | ↘82       | Михайловский сельсовет      |
| 65 | Пальчиково           | деревня | →16       | Мустафинский сельсовет      |
| 66 | Петровка             | деревня | →11       | Новоурсаевский сельсовет    |
| 67 | Петровка             | деревня | ↘16       | Староматинский сельсовет    |
| 68 | Плодоягодная         | деревня | ↗189      | Бакалинский сельсовет       |
| 69 | Покровка             | деревня | ↘17       | Старошарашлинский сельсовет |
| 70 | Сазоновка            | деревня | ↗12       | Староматинский сельсовет    |
| 71 | Сакатово             | деревня | ↘204      | Камышлытамакский сельсовет  |
| 72 | Сосновка             | деревня | ↗254      | Бакалинский сельсовет       |
| 73 | Старогусево          | село    | ↘306      | Старокуручевский сельсовет  |
| 74 | Старое Азмеево       | село    | ↘343      | Дияшевский сельсовет        |
| 75 | Староиликово         | село    | ↘147      | Килеевский сельсовет        |
| 76 | Старокатаево         | село    | ↘543      | Новокатаевский сельсовет    |
| 77 | Старокостеево        | село    | ↘430      | Старокостеевский сельсовет  |
| 78 | Старокуручево        | село    | ↘1478     | Старокуручевский сельсовет  |
| 79 | Старокуяново         | село    | ↘379      | Бакалинский сельсовет       |
| 80 | Старые Балыклы       | село    | ↘489      | Ахмановский сельсовет       |
| 81 | Старые Маты          | село    | ↘975      | Староматинский сельсовет    |
| 82 | Старые Шарашли       | село    | ↘410      | Старошарашлинский сельсовет |
| 83 | Суюндюково           | село    | ↘147      | Урманаевский сельсовет      |
| 84 | Тактагулово          | село    | ↘409      | Тактагуловский сельсовет    |
| 85 | Таллы-Сыза           | село    | ↘147      | Урманаевский сельсовет      |
| 86 | Токбердино           | село    | ↘426      | Бакалинский сельсовет       |
| 87 | Умирово              | село    | ↘471      | Килеевский сельсовет        |
| 88 | Урман                | деревня | ↘296      | Бакалинский сельсовет       |
| 89 | Урманаево            | село    | ↘256      | Урманаевский сельсовет      |
| 90 | Устюмово             | деревня | ↘179      | Камышлытамакский сельсовет  |
| 91 | Утарово              | село    | ↘207      | Михайловский сельсовет      |
| 92 | Фёдоровка            | деревня | ↘0        | Старокостеевский сельсовет  |
| 93 | Холодный Ключ        | деревня | ↘0        | Бузюровский сельсовет       |
| 94 | Чумаля               | деревня | ↗65       | Михайловский сельсовет      |
| 95 | Юльтимировка         | деревня | ↘274      | Дияшевский сельсовет        |
| 96 | Юрминка              | деревня | ↗5        | Старокостеевский сельсовет  |

### Упразднённые населённые пункты
- Азнакаево
- Логовка
- Посёлок райбольницы
- Хлебный Ключ
- Яна-Кучь

## Экономика
Основная отрасль экономики района — сельское хозяйство, специализируется на производстве зерна, свекловодстве, картофелеводстве, молочно-мясном скотоводстве, свиноводстве и пчеловодстве.
Отрасли промышленности: переработка местного сельскохозяйственного, лесного хозяйства, сырзавод, лесокомбинат и кирпичный завод в Бакалах.

## Транспорт
Автомобильные дороги связывают район с городами Уфа (через село Чекмагуш) и Туймазы.

## Образование и культура
В районе имеются высшее профессиональное училище и школа по подготовке продавцов (село Бакалы), 62 общеобразовательные школы, в том числе 18 средних; 29 массовых библиотек, 54 клубных учреждения, 2 больницы. Издаётся районная газета.

## Религия
В районе проживают мусульмане и православные. На территории Бакалинского района около села Бугабашево располагается Богородице Одигитриевский (Бугабашский) женский монастырь основанный в 1900 году, возрожденный в начале 2000 годов. Монастырь известен тем, что здесь находится одна из почитаемых православными христианами икона Смоленской Божьей Матери, по преданию явленная на камне в конце XIX века, а названная по месту явления "Бугабашской".  Икона считается нерукотворной и чудотворной. Монастырь является местом паломничества. 

## Достопримечательности
- Памятник воину-освободителю в селе Урманаево (1965).
- Памятник воинам-землякам, павшим в боях за Родину в Великой Отечественной войне в селе Мустафино (1967).
- Обелиск участникам Великой Отечественной войны в селе Новокатаево (1975). Автор З. У. Шаяхметов.
- Обелиск погибшим воинам в селе Камышлытамак (1976).
- Памятник погибшим в Великой Отечественной войне в селе Дияшево (1978).
- Памятник павшим в годы Великой Отечественной войны в селе Нагайбаково (1981).
- Памятник погибшим в годы Великой Отечественной войны в деревне Курчеево (1981).
- Памятник погибшим в Великой Отечественной войне в селе Казанчи (1985).
- Стела погибшим в годы Великой Отечественной войны в селе Старые Маты (1985).
- Памятник  землякам, погибшим в годы Великой Отечественной войны. Село Старые Бакалы (1986).
- Стела Великой Отечественной войне в селе Новоурсаево (1989).
- Памятник Великой Отечественной войне в селе Тактагулово.
- Стела памяти погибших в Великой Отечественной войне в селе Токбердино (2005).
- Стела в память погибших за Родину в 1941—1945 гг. в деревне Новые Балыклы (2005).
- Обелиск Великой Отечественной войне в селе Старогусево.
- Обелиск Великой Отечественной войне в селе Старые Шарашли (1990). Автор В. В. Алчинов[31].